# سو وي
سو وي هو منافس ألعاب قوى صيني، ولد في 7 أكتوبر 1982.

## وصلات خارجية
- سو وي على موقع الاتحاد الدولي لألعاب القوى (الإنجليزية)
- سو وي على موقع اللجنة الأولمبية الصينية (الإنجليزية)